# Lancar (Larangan)
Lancar is een bestuurslaag in het regentschap Pamekasan van de provincie Oost-Java, Indonesië. Lancar telt 1726 inwoners (volkstelling 2010).